# 佩爾基夫卡
50°0′24″N 36°58′11″E / 50.00667°N 36.96972°E
佩爾基夫卡（烏克蘭語：Перківка）是位於烏克蘭東部的村莊，由哈爾科夫州丘胡伊夫区的舊薩爾蒂夫市鎮負責管轄。該村始建於1670年，面積0.44平方公里，海拔高度111米，2001年人口22，人口密度每平方公里50.2人。